# Leonor Baldaque
Leonor Baldaque (Porto, 27 de janeiro de 1977) é uma atriz portuguesa radicada em Paris, tendo também vivido em Itália.
Foi protagonista de vários filmes de Manoel de Oliveira, desde os seus 19 anos. Foi nomeada em 2003 uma das Shooting Stars europeias pela European Film Promotion, e recebeu o prémio de Melhor Actriz da Fundação GDA, pela participação em “A Religiosa Portuguesa”, do cineasta Eugène Green, em 2009.
Como escritora, escreve em língua francesa, e publicou em Janeiro de 2012 na editora Gallimard o seu romance de estreia Vita (La Vie Légère). Em 2020, publicou na Verdier o seu segundo romance Piero Solitude A editora Quetzal publicou em Abril de 2024 a tradução do seu romance "Piero Solidão".
Realizou o concerto de apresentação do seu primeiro album de canções originais na Casa da Música, no Porto, em Março de 2024. Lançou em Abril de 2024 o seu primeiro disco de canções originais em Inglês « A Few Dates of Love ». Realizou em Lisboa um concerto de apresentação do disco no Auditório do Liceu Camões. Até à data sairam quatro singles, Few Dates of Love, It’s the Wind, My New drink e This is Where. Os videoclips foram da autoria da própria.
É neta da escritora Agustina Bessa-Luís.

## Filmografia
- 2009 A Religiosa Portuguesa - Julie de Hauranne, de Eugène Green
- 2007 Cristóvão Colombo - O Enigma - Sílvia (1957-60), M. de Oliveira
- 2006 Belle Toujours - Jovem Prostituta
- 2005 A Conquista de Faro (curta-metragem) - Claudina/Donna Brites, de Rita Azevedo Gomes
- 2005 Espelho Mágico - Vicenta/Abril
- 2005 Maquete (filme) (curta-metragem) - Leonor, de David Bonneville
- 2004 O Quinto Império - Ontem Como Hoje - Coro feminino (voz)
- 2002 O Princípio da Incerteza - Camila
- 2001 Porto da Minha Infância - Ela
- 2001 Vou para Casa - Sylvia
- 2000 Supercolla (curta-metragem) - Sinderella
- 1998 Inquietude - Fisalina